# Валдайський район
Валдайський район (рос. Валдайский район) — муніципальне утворення у складі Новгородської області Росії. Адміністративний центр — місто Валдай.

## Географія
Площа — 2701,63 км². Найвища точка району — пагорб біля села Зимогір'я, за 2 км на південний схід від міста Валдай.
Район розташований в південно-східній частині Новгородської області. На півночі Валдайський район межує з Крестецьким та Окуловським, на південному сході — з Дем'янським районами Новгородської області, на сході від нього розташований Бологовський район Тверської області.
У районі налічується близько 100 озер, в тому числі таке велике, як Валдайське озеро. Найвища точка району 296 м — гора Рижоха поблизу однойменного села, розташованого біля північного підніжжя пагорба, за 7 км на північ від озера Вельйо.

### Охорона природи
На території Валдайського району, на межі з Дем'янським і Окуловським районами 17 травня 1990 року було створено державний природний національний парк федерального значення — «Валдайський». Парк має міжнародний статус біосферного резервата ЮНЕСКО. На території заповідного об'єкта зберігається унікальний озерно-лісовий комплекс Валдайської височини, створюються умови для розвитку організованого туризму заради ознайомлення з природними ландшафтами великого естетичного впливу. 
На території району створено державний природний заказник «Валдайський» загальною площею 3,4 тис. га. Під охороною перебувають малозмінені природні ландшафти і екосистеми.
У 2000-х роках на території колишнього мисливського заказника, з метою збереження і відтворення чисельності окремих видів диких тварин та середовища їх проживання, на площі 5,4 тис. га було створено Валдайський державний біологічний природний заказник під контролем Комітету мисливського і рибного господарства Новгородської області. 2008 року Новгородською обласною думою з нього було знято охоронний статус.
На території Валдайського району загальною площею 500 га створено 1 пам'ятку природи комплексного профілю (ландшафтна).
| № | Назва                              | Тип        | Площа (га) | Розташування                 | Створення                          | Дата                | Характеристика | Фото |
| - | ---------------------------------- | ---------- | ---------- | ---------------------------- | ---------------------------------- | ------------------- | --- | ---- |
| 1 | Озера Городно-Горстино і Стрегліно | комплексна | 500        | Єдровське сільське поселення | Рішення виконкому облради НО № 141 | 29 квітня 1988 року | Озерно-лісовий комплекс водних об'єктів (озера Городно-Горстино і Стрегліно), джерел і своєрідних карстових форм рельєфу. Рідкісні та зникаючі види тварин і рослин (кальцефіли) та їхні місця зростання та проживання. |      |

## Муніципально-територіальний устрій
У складі муніципального району 1 міське і 8 сільських поселеннь, які об'єднують 184 населених пункти, що перебувають на обліку (разом із залишеними).
| Муніципальне утворення            | Адмінцентр       | Кількість населених пунктів | Населення (осіб, 2017 рік) | Площа (км²) | Карта                                                                        |
| --------------------------------- | ---------------- | --------------------------- | -------------------------- | ----------- | ---------------------------------------------------------------------------- |
| Валдайське міське поселення       | місто Валдай     | 2                           | 14 772▼                    | 28,41       | Валдай Єдрово Івантєєво Короцко Костково Любниця Рощино Семеновщина Яжелбиці |
| Єдровське сільське поселення      | село Єдрово      | 26                          | 1605▼                      | 536,51      | Валдай Єдрово Івантєєво Короцко Костково Любниця Рощино Семеновщина Яжелбиці |
| Івантєєвське сільське поселення   | село Івантєєво   | 19                          | 1006▼                      | 363,37      | Валдай Єдрово Івантєєво Короцко Костково Любниця Рощино Семеновщина Яжелбиці |
| Короцьке сільське поселення       | селище Короцко   | 9                           | 443▼                       | 161,95      | Валдай Єдрово Івантєєво Короцко Костково Любниця Рощино Семеновщина Яжелбиці |
| Костковське сільське поселення    | село Костково    | 22                          | 429▼                       | 258,10      | Валдай Єдрово Івантєєво Короцко Костково Любниця Рощино Семеновщина Яжелбиці |
| Любницьке сільське поселення      | село Любниця     | 24                          | 687▲                       | 247,00      | Валдай Єдрово Івантєєво Короцко Костково Любниця Рощино Семеновщина Яжелбиці |
| Рощинське сільське поселення      | селище Рощино    | 18                          | 936▼                       | 337,06      | Валдай Єдрово Івантєєво Короцко Костково Любниця Рощино Семеновщина Яжелбиці |
| Семеновщинське сільське поселення | село Семеновщина | 29                          | 548▼                       | 341,23      | Валдай Єдрово Івантєєво Короцко Костково Любниця Рощино Семеновщина Яжелбиці |
| Яжелбицьке сільське поселення     | село Яжелбиці    | 35                          | 2953▼                      | 408,00      | Валдай Єдрово Івантєєво Короцко Костково Любниця Рощино Семеновщина Яжелбиці |

Законом Новгородської області № 716-ОЗ від 30 березня 2010 року, який набрав чинності 12 квітня 2010 року, були об'єднані Рощинське і Шуйське сільські поселення в єдине Рощинське сільське поселення з адміністративним центром у селищі Рощино.

## Населення
Населення — 22 854 осіб.

## Економіка

### Гірництво
На території району ведеться відкрита розробка корисних копалин комунальними і транспортними підприємствами (ВАТ «Предприятие коммунального хозяйства», ТОВ «СтройДорСервис»), ТОВ «ОсиС», «КРИСМа», «Карьер-Строй», «ОборонСтрой», «ВАЛДАЙНЕРУД», «Вологодские карьеры», ОПК «Нерудные материалы». Розробка ведеться відкритим способом на таких родовищах і в кар'єрах:
- Пісок будівельний: Добивалово Західний (поблизу села Добивалово), Афанасово і Сомиха (поблизу села Афанасово), Шилово-3 (поблизу села Шилово), Кувізіно (поблизу села Кувізіно), Маяки (поблизу села Єдрово), Чорнушка (за 7 км на південний схід від міста Валдай).
- Піщано-гравійний матеріал (ПГМ, ПГС): Маяки і Єдрово (поблизу села Єдрово), Чорнушка (за 7 км на південний схід від міста Валдай).
- Валунно-гравійно-піщаний матеріал (ВГПМ, ВГПС): Чорнушка-1 (за 6 км на південний схід від міста Валдай), Маяки (поблизу села Єдрово), Добивалово Східний (поблизу залізничної станції Добивалово)[10].

### Промисловість
Головні системоутворюючі підприємства Валдайського району:
- ЗАТ «Завод „Юпитер“» — оптичне машинобудування;
- АТ ОКБ «Валдай» — оптичне машинобудування;
- АТ «ПО Росдорстрой» — будівництво автомобільних шляхів;
- ТОВ «Профбумага» — виготовлення паперових виробів побутового і санітарно-гігієнічного призначення.

## Пам'ятки
- Іверський монастир
- На території району знаходиться частина Валдайського національного парку.
- Довгі Бороди — резиденція Президента Російської Федерації, розташована поблизу присілка Довгі Бороди (ще одна назва "Валдай").